# Serkowitz
Serkowitz, bis 1905 eine selbstständige Landgemeinde, ist heute ein Stadtteil sowie eine Gemarkung der Stadt Radebeul im Landkreis Meißen in Sachsen. Serkowitz liegt am südlichen Stadtrand direkt an der Elbe, im Südosten grenzt dieser an Altkaditz, das zu Dresden gehört. Das Zentrum von Serkowitz ist Altserkowitz mit seinen denkmalgeschützten Objekten. Die Gemarkung hatte im Jahr 1900 eine Größe von 183 Hektar.

## Geschichte

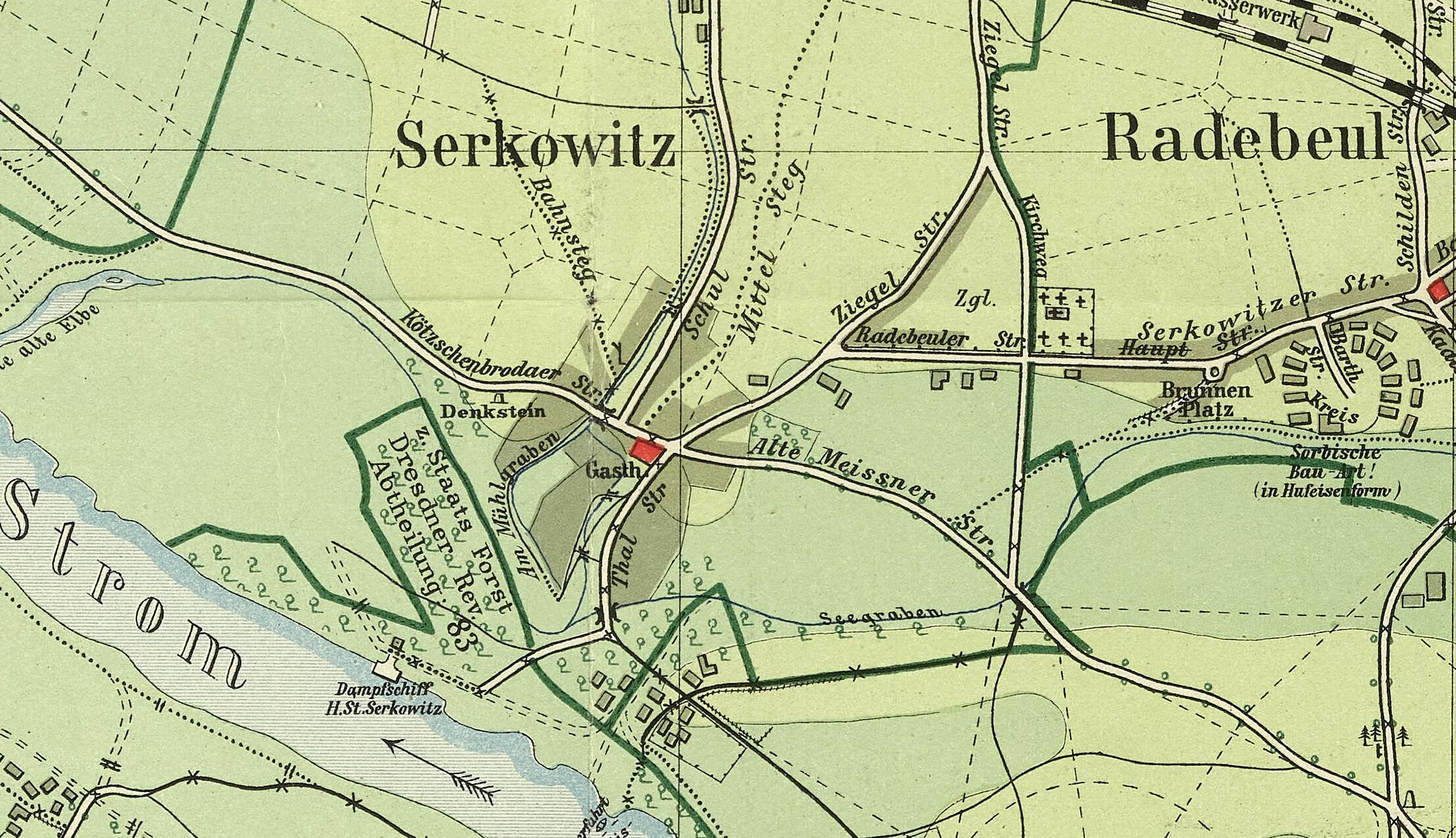
Serkowitz auf einer Karte von 1896

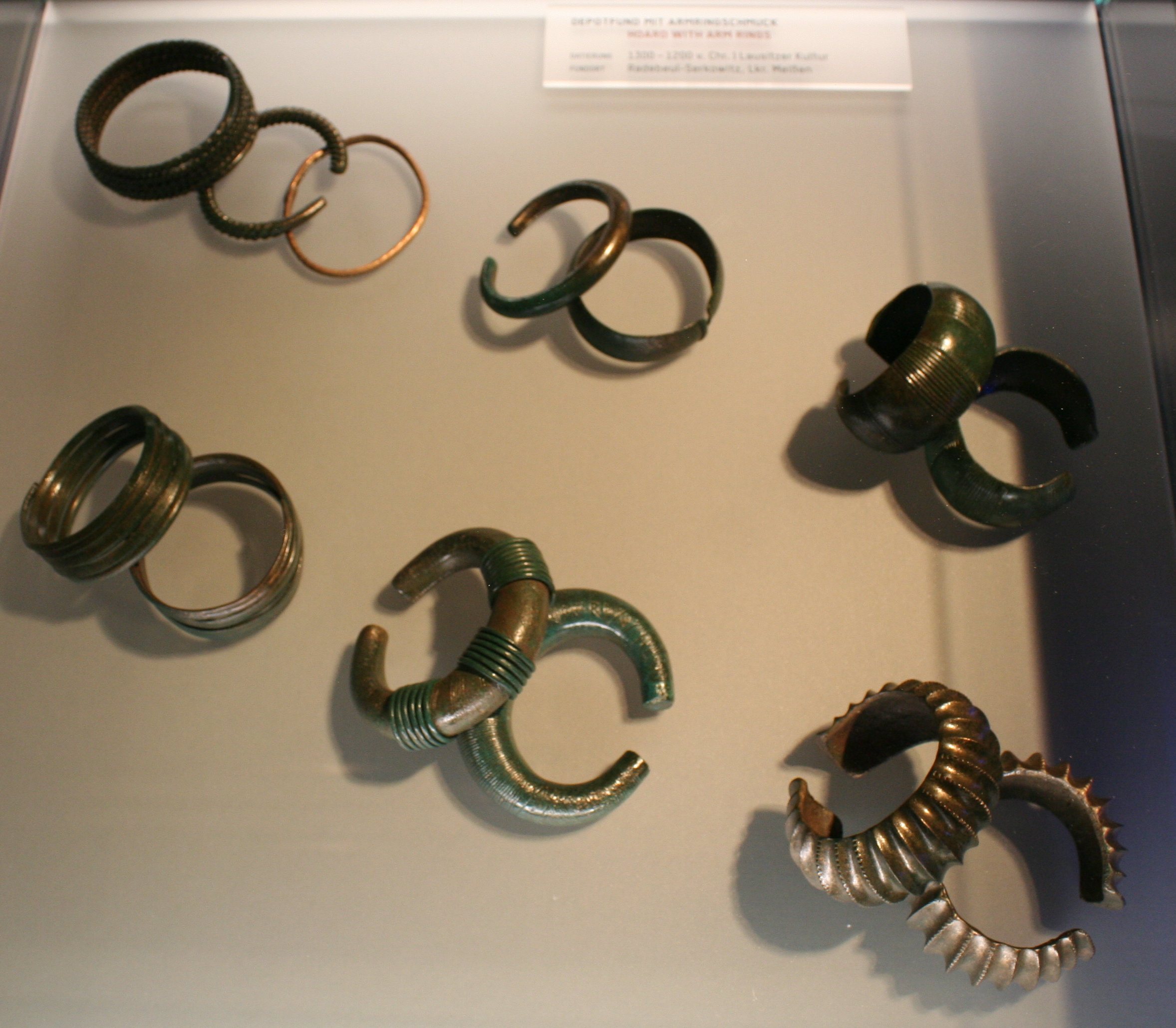
Depotfund mit Armringschmuck der Lausitzer Kultur aus Serkowitz, 1300-1200 v. Chr.; Staatliches Museum für Archäologie Chemnitz (siehe auch Urnenfeld Wasastraße / Straße des Friedens)

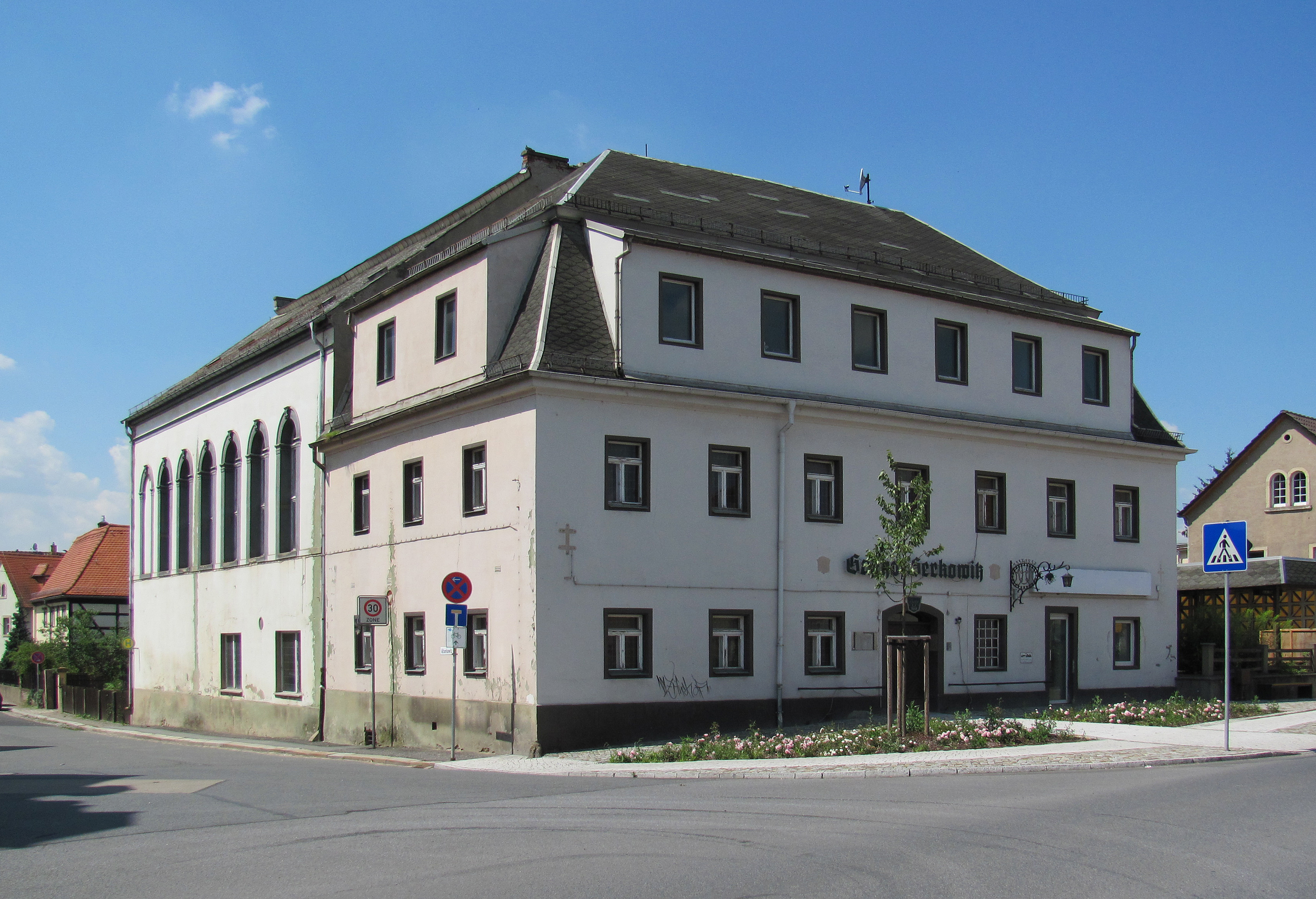
Gasthof Serkowitz, links Altserkowitz

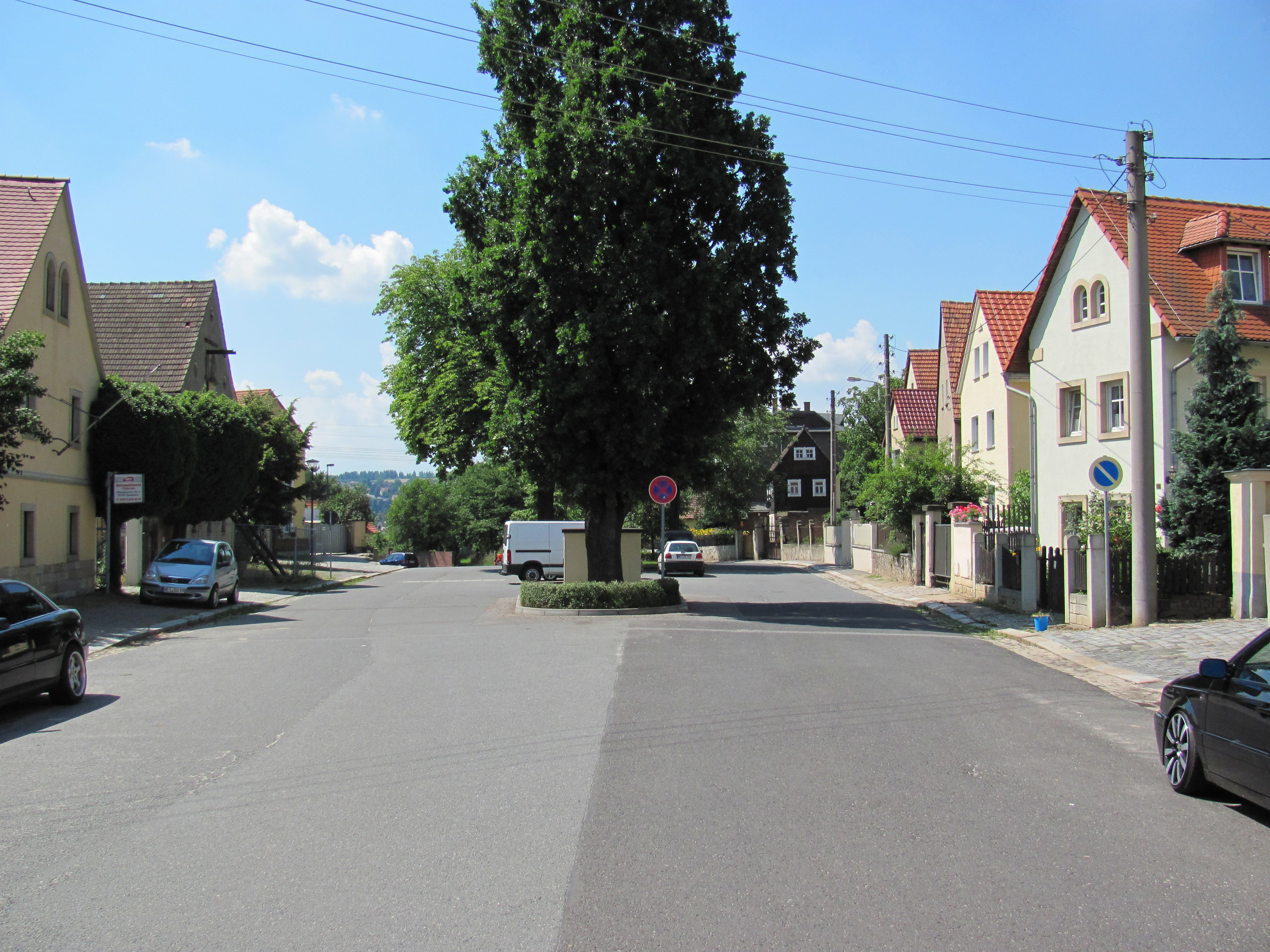
Der Dorfanger von Serkowitz, einem Breitgassendorf

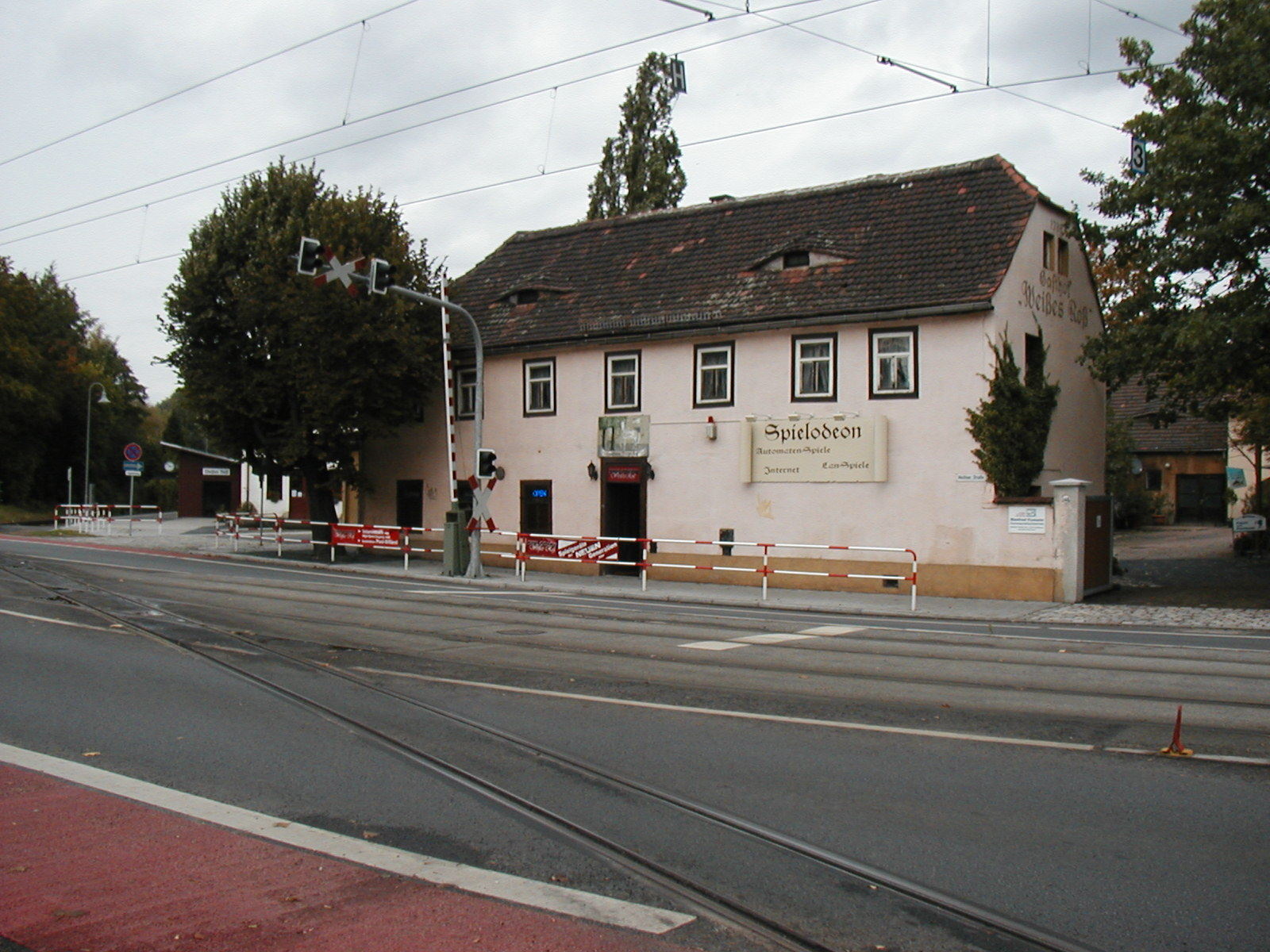
Gasthof „Weißes Roß“ an der heutigen Meißner Straße, 2007

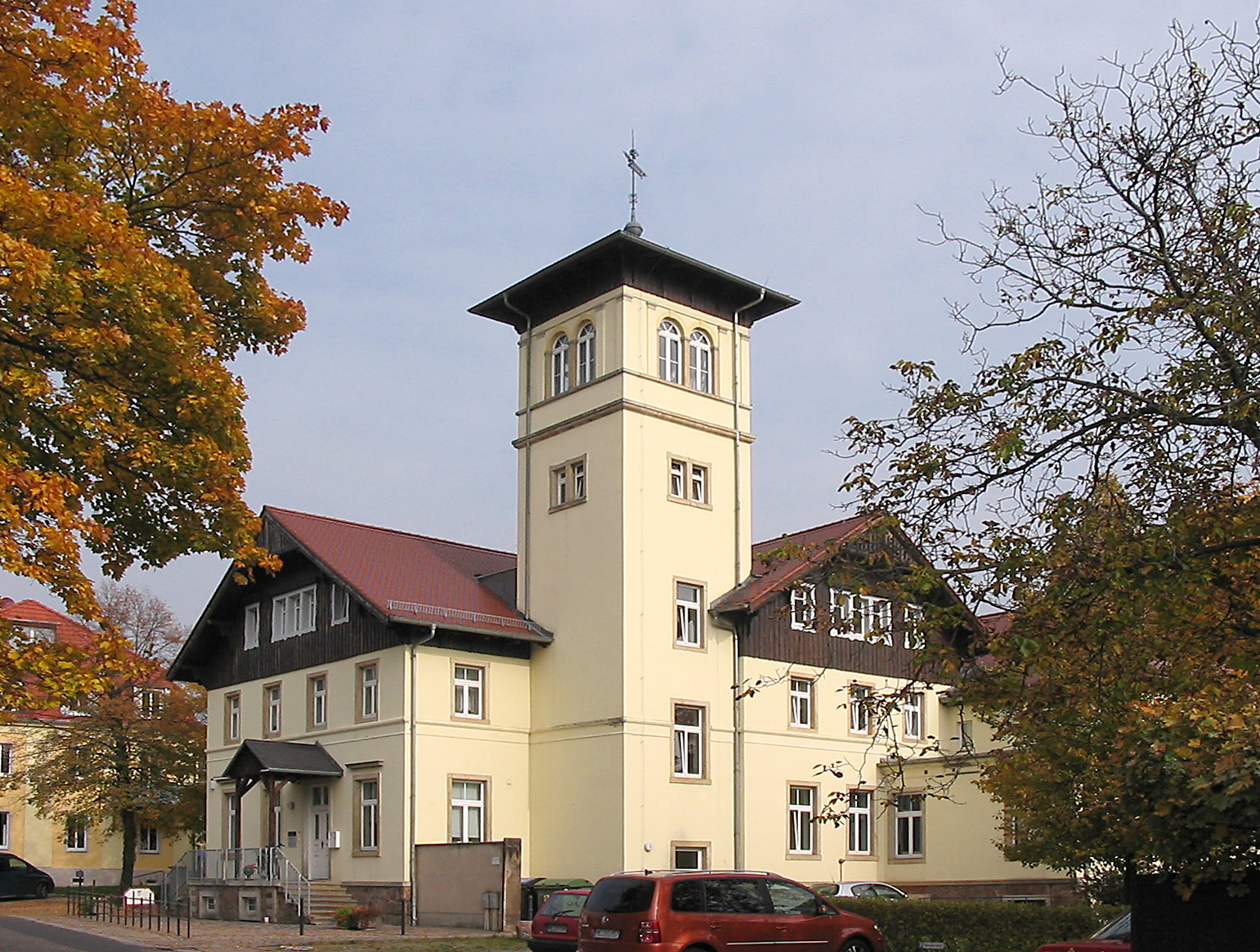
Albertschlösschen, 2008

Wahrscheinlich im 12. Jahrhundert wurde durch fränkische Kolonisten an der Stelle einer Elbfurt (Serkowitzer Furt) und am Unterlauf des Lößnitzbachs (in Serkowitz auch Zottelbach genannt) ein Platzgassendorf mit späteren Ausbauten nach Westen und Norden errichtet. 1315 wurde der Ort als Cerakuicz erstmals urkundlich erwähnt. 1327 wurde er als Cirakuiz bezeichnet, 1337 als Cirkuiz, 1528 als Sergkwitz, 1553 als Sorgkewitz, 1598 als Serckwitz und seit Ende des 17. Jahrhunderts Serkowitz (nach einer einmaligen Erwähnung dieser Schreibweise im Jahr 1528). Obwohl eine sorbische Vorgängersiedlung bis heute nicht nachweisbar ist, führen ältere Deutungen den Namen auf cirkrica (altsorbisch für Kirche) zurück. Neuere Deutung halten jedoch die Abkunft von einem Eigennamen, zum Beispiel dem des Dorfgründers, für wahrscheinlicher.
Das schon 1315 erwähnte Serkowitzer Vorwerk ist von seiner ehemaligen Lage nicht mehr bekannt. Es wurde Mitte des 15. Jahrhunderts aufgelöst. 1337 folgte eine Erwähnung des Gasthofs zu Serkowitz wie auch der Wassermühle.
Ausgehend von der Elbfurt bei Serkowitz verlief im Mittelalter der Rennsteig als hochwasserfreie Umgehung der sumpfigen Elbniederung am nördlichen Rand der Seewiesen entlang zum Rundling des Dorfes Radebeul und von dort durch die Junge Heide nach Klotzsche, von wo er ab dem Schenkhübel deckungsgleich mit der Salzstraße bis nach Bühlau ging.
Der Lößnitzbach verläuft oberhalb des Serkowitzer Dorfkerns geradlinig und teilweise über dem Umgebungsniveau. Dort bildete er den Zulauf zur Serkowitzer Mühle oder Talmühle (Altserkowitz 13), die als älteste Mühle der Lößnitz wahrscheinlich schon im 12. Jahrhundert stand und bereits 1337 urkundlich erwähnt worden war.
Das Dorf umfasste 12 Höfe, später dann 15 Höfe, ab dem 16. Jahrhundert kamen Häusler hinzu. Die Gemeindehutung befand sich im Besitz der Altgemeinde, nach den 14 Höfen ihrer Zeit und dem Brauschenkgut die „Fünfzehner“ genannt.
Gleich außerhalb von Serkowitz, an der Verbindungsstraße nach Fürstenhain, steht der Weiberstein (auch Wettin-Denkstein oder Wettin-Gedenkstein), ein Gedenkstein für zwei Bauersfrauen, die am 18. Oktober 1784 einer Jagdgesellschaft mit Friedrich August dem Gerechten das Leben retteten.
Aufgrund dieses Ereignisses wurde 1788 die heutige Meißner Straße als neue Post- und Landstraße zwischen Dresden und Meißen angelegt und 1789 der Gasthof „Weißes Roß“ an dieser neuen Landstraße gebaut. Später wurde sie auf napoleonischen Befehl durch das Anlegen von Gräben und Pflanzung von straßenbegleitenden Bäumen zur Chaussee ausgebaut.
Aufgrund der Änderungen der Landgemeindeordnung von 1838 fand 1839 die Wahl des ersten Gemeinderates statt.
Das Serkowitzer Gemeindeamt befand sich von 1891 bis 1902 im Obergeschoss des Albertschlösschens. Dort tagte schon ab 1885 bis 1900 der örtliche Gemeinderat.
1905 wurde Serkowitz nach Radebeul eingemeindet.
| Jahr      | 1550 (1547/51)                      | 1750 (1764)                                     | 1849 | 1871 | 1880  | 1890  | 1900  |
| Einwohner | 113 (22 besessene Mann, 3 Inwohner) | 252 (18 besessene Mann, 21 Gärtner, 11 Häusler) | 376  | 688  | 1.327 | 1.825 | 2.858 |

## Kulturdenkmale
Der Fontainenplatz in der Dr.-Schmincke-Allee mit der Figurengruppe der Vier Jahreszeiten gilt sowohl als denkmalpflegerische Sachgesamtheit als auch als Werk der Landschafts- und Gartengestaltung. Als ein solches zählt auch der Garten der selbst ebenfalls denkmalgeschützten Villa in der Hoflößnitzstraße 4, in der während der zweiten Hälfte des 19. Jahrhunderts der pensionierte Hornist und Komponist Josef Rudolf Lewy-Hoffmann lebte. Auf dem Nachbargrundstück steht eine kleine Trafostation im Heimatschutzstil, in deren Eingangsnische zwei figürliche Holzsäulen des Bildhauers Reinhold Langner stehen.
Das Zentrum des Platzgassendorfes bildete die Lage Altserkowitz, in der einige Bauernhäuser und Gebäude von ehemaligen Dreiseit- und Vierseithöfen unter Denkmalschutz stehen. An der nördlichen Ecke des Dorfkerns, an der alten Verbindungsstraße von Dresden über Kötzschenbroda nach Meißen steht der Gasthof Serkowitz, eines der fünf historischen Brauschenkengüter der Lößnitz. Nicht weit davon entfernt, in Richtung Kötzschenbroda, steht der Weiberstein.
Von der alten Dorflage aus in Richtung Friedhof Radebeul-Ost finden sich die Siedlungshäuser der sogenannten „Eisoldschen Häuser“.

## Persönlichkeiten

Moritz Ziller in historischem Kostüm, 1881

Serkowitz wurde in seiner Entwicklung sehr stark durch die ortsansässigen Baumeister geprägt. Am bekanntesten sind die in der gesamten Lößnitz wirkenden Gebrüder Ziller, deren Geschäftslokal, zugleich Wohnhaus des älteren Bruders Moritz Ziller, in der damaligen Hauptstraße 3, heute Augustusweg 5, direkt an der Gemeindegrenze zu Oberlößnitz lag. Der jüngere Bruder Gustav Ziller wohnte im Nachbarhaus Villa Gustav Ziller. Während die Gebrüder Ziller jedoch hauptsächlich in Oberlößnitz und Niederlößnitz bauten, stammten viele Serkowitzer Wohnhäuser von Friedrich Wilhelm Eisold und seiner Baufirma F. W. Eisold, die später durch seinen Sohn Wilhelm Eisold fortgeführt wurde. Bruder Johannes Eisold betrieb parallel dazu ein erfolgreiches Architektur- und Bauabwicklungsbüro.
Der Statistiker und Sozialökonom Ernst Engel verbrachte seinen letzten Lebensabschnitt in Serkowitz. Er wohnte in einem von den Gebrüdern Ziller entworfenen, jedoch von F. W. Eisold gebauten Haus nahe der Schmalspurstrecke der Lößnitzgrundbahn. Auch der Maler Günter Schmitz wohnte in einem Haus in Serkowitz, in der Villa Augustusweg 18.
Der Unternehmer Otto Baer sen. zog 1895 nach Serkowitz und übernahm eine Farbenfabrik, die unter ihm und nachfolgend unter seinem Sohn Otto Baer jun. bis zum Ausbruch des Zweiten Weltkriegs beständig wuchs.

### Gemeindevorstände

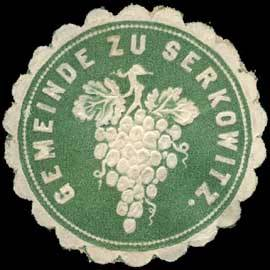
Ehemalige Siegelmarke der Gemeinde Serkowitz

- 1839–1844: Johann Gottlieb Schumann (1808–1888)[5]
- 1845–1851: Karl Christian Klotzsche
- 1852–1869: Wilhelm Heinrich Adam
- 1870–1875: Karl Gottfried Vogel
- 1876–1885: Christian Traugott Schumann (1840–1885)
- 1885–1891: Johann Gottlieb Klotzsche
- 1891–1895: Otto Max Hoffmann-Lincke
- 1896–1898: Hermann Baehr
- 1898–1904: Bernhard Rudolf Kolibabe